# Nesoperla fulvescens
Nesoperla fulvescens är en bäcksländeart som först beskrevs av Hare 1910.  Nesoperla fulvescens ingår i släktet Nesoperla och familjen Gripopterygidae. Inga underarter finns listade i Catalogue of Life.